# رود تامیر
رود تامیر (به لاتین: Tamir River) یک رود در مغولستان است.